# Aufstand im Rif
Der Aufstand im Rif war eine Rebellion von Oktober 1958 bis Februar 1959 im Rifgebirge in Marokko gegen die Regierung von Mohammed V.
In einem 18-Punkte-Programm war auch die Rückkehr des Berber-Führers Abd el-Krim gefordert worden. Im Dezember 1958 erklärte die Regierung Abd el-Krim offiziell zum Nationalhelden und verlieh eine Ehrenpension. Abd el-Krim kehrte jedoch nicht in seine Heimat zurück und begründete dies mit der Anwesenheit europäischer Truppen in Marokko. Der Aufstand verschärfte sich im Winter 1958/59 weiter.
Der Aufstand wurde unter der Leitung von Hassan II. und Mohammed Oufkir mit 20.000 Mann unter Einsatz von Napalm, Willy Pete und Streubomben niedergeschlagen. Die Koordination der Regierungstruppen oblag Offizieren der französischen Streitkräfte.